# Jacques Santrot
« Santrot » redirige ici. Pour l’article homophone, voir Centraux.
Jacques Santrot, né à Limoges le 8 juillet 1938, est un homme politique et universitaire français.

## Biographie
Enfant, Jacques Santrot habite avec sa famille à Javerdat, une bourgade située à 3 km d'Oradour-sur-Glane.
De formation scientifique, il commence en tant que maître-assistant à l'ENSMA.
Membre du Parti socialiste, il est maire de Poitiers entre 1977 et 2008. Alain Claeys lui succède à la mairie de Poitiers, le 9 mars 2008.
Il est conseiller général de la Vienne de 1973 à 1988, et député de 1978 à 1993. Éric Duboc lui succède.
Il préside la communauté d'agglomération de Poitiers de sa création par transformation du district de 1999 à 2008. Conseiller régional de Poitou-Charentes de 1978 à 1988, et à nouveau de 2004 à 2010, il préside durant cette dernière période la commission Infrastructures, équipements publics, services publics, énergies transports, TIC.
Il est localement l'un des soutiens les plus fidèles de Laurent Fabius.[réf. nécessaire]

## Distinctions
- Chevalier de la Légion d'honneur le 14 avril 2017[1]